# Love Field
Love Field (bra As Barreiras do Amor; prt Contra Tudo) é um filme norte-americano de 1992, do gênero drama romântico-histórico, dirigido por Jonathan Kaplan, com roteiro de Don Roos.

## Sinopse
Em Dallas, 1963, dona de casa que adora Jacqueline Kennedy resolve recepcionar o casal presidencial em sua visita à cidade, poucas horas antes do assassinato de John. Abalada com o crime e preocupada com o sofrimento de Jackie, ela embarca para Washington a fim de assistir ao funeral, mas no caminho conhece um homem negro e sua filha. Imaginando tratar-se de um sequestro, denuncia-o ao FBI.

## Prêmios e indicações
| Prêmio             | Categoria            | Recipiente        | Resultado |
| ------------------ | -------------------- | ----------------- | --------- |
| Globo de Ouro 1993 | Melhor atriz - drama | Michelle Pfeiffer | Indicada  |
| Oscar 1993         | Melhor atriz         | Michelle Pfeiffer | Indicada  |